# 艾因塔里克
35°46′N 1°07′E / 35.767°N 1.117°E
艾因塔里克（阿拉伯语：‎），是阿爾及利亞的城鎮，位於該國西北部，由埃利贊省負責管轄，是艾因塔里克區的首府，面積178平方公里，海拔高度250米，2002年人口12,287人，人口密度每平方公里69人。